# Spigno Saturnia
Spigno Saturnia és un comune (municipi) de la província de Latina, a la regió italiana del Laci. Spigno Saturnia limita amb els municipis d'Ausonia, Coreno Ausonio, Esperia, Formia i Minturno. A 1 de gener de 2019 tenia 2.915 habitants.